# Safari Rally (jeu vidéo)
Pour les articles homonymes, voir Safari Rally.
Safari Rally est un jeu vidéo de labyrinthe sorti sur borne d'arcade en 1979 (sur le système 68000 Based). C'est le deuxième jeu développé par Shin Nihon Kikaku,.